# Mony Marc
Ne doit pas être confondu avec Money Mark.
Mony Marc (née en 1934-1935) était une chanteuse belge. 
Elle fait ses débuts de chanteuse en 1947 à l'âge de 12 ans à la salle du Forum à Liège. Elle se produit ensuite pendant deux ans avec l'orchestre Jacques Mathieu dans les salles de l'Ancienne Belgique situées à Bruxelles, Gand et Anvers. Elle a eu du succès avec ses chansons écrites par Charles Trenet. Sa dernière apparition publique connue remonte à 1966, où elle a été interviewée par la BBC à Glasgow.
Elle a représenté la Belgique au Concours Eurovision de la chanson lors de la première édition le 24 mai 1956 à Lugano en Suisse. Elle chanta Le Plus Beau Jour de ma vie composé par Claude Alix et écrit par David Bee.
Cette année-là, la Belgique avait deux représentants au Concours Eurovision. Fud Leclerc était l'autre participant à défendre les couleurs de la Belgique avec la chanson Messieurs les noyés de la Seine.
Le Concours Eurovision de la chanson de 1956 fut remporté par la Suisse. Tous les autres participants furent déclarés 2es lors du classement final.